# Жуков Олександр Дмитрович
Олекса́ндр Дми́трович Жу́ков (рос. Александр Дмитриевич Жуков, нар. 1 червня 1956 року, Москва)  — російський державний діяч. Депутат Держдуми РФ, перший заступник Голови Державної Думи ФС РФ з 21 грудня 2011 року.
Президент Олімпійського Комітету Росії (2010–2018). Заступник голови Уряду Росії (2004–2011).

## Життєпис
Народився 1 червня 1956 року у Москві. Батько — письменник Дмитро Анатолійович Жуков, автор книг про протопопа Авакума, Сергія Радонезького, публікацій про Шульгіна, прихильника консервативної ідеології.
У 1978 закінчив економічний факультет МДУ за фахом економіст-математик. Потім вчився на Вищих економічних курсах при Держплані СРСР. У 1991 отримав диплом Гарвардського університету. Фахівець в області валютного, податкового і митного законодавства.
- З 1978 працював у ВНДІ системних досліджень АН СРСР.
- З 1980 по 1991 — співробітник Головного валютний-економічного управління Міністерства фінансів СРСР.
- У 1986—1989 — депутат Бауманської районної ради народних депутатів.
- У 1991—1993 — віце-президент зовнішньоекономічного АТ «Автотрактороекспорт».
- У 1994—1995 — депутат Думи РФ першого скликання, член Комітету з бюджету, податків, банок і фінансів, голова підкомітету з валютного регулювання, зовнішнього боргу, дорогоцінних металах і каменях.
- У 1996—1999 — депутат Думи РФ другого скликання, заступник голови, виконувач обов'язків голови, голова Комітету з бюджету, податків, банків і фінансів.
- У 2000—2003 — депутат Думи РФ третього скликання, голова Комітету з бюджету і податків, член Комісії з державного боргу і зарубіжних активів Росії, співголова Комісії з розгляду витрат федерального бюджету, спрямованих на забезпечення оборони і державної безпеки РФ.
- З грудня 2003 по березень 2004 — депутат Думи РФ четвертого скликання. Перший заступник Голови Думи РФ.

Член бюро Вищої ради політичної партії «Єдина Росія».
У період з 1998 по 2003 був також:
- членом наглядової ради Сбербанку РФ
- членом ради директорів Агентства з реструктуризації кредитних організацій (АРКО)
- членом Економічної ради при уряді Росії
- членом національної банківської ради Центрального банку РФ.

9 березня 2004 призначений Заступником Голови Уряду Російської Федерації. У травні 2004 року зберіг свою посаду в новому кабінеті Фрадкова. У вересні 2007 року зберіг свій пост в кабінеті Зубкова.
7 травня 2008 року Медведев вступив на посаду президента Росії. Того ж дня уряд склав свої повноваження. Відповідно до указу нового глави держави, членам кабінету міністрів, у тому числі і Жукову, було доручено виконувати далі свої обов'язки аж до формування нового уряду Росії. Через декілька днів стало відомо, що Жуків зберіг пост віце-прем'єра в уряді Путіна.
Голова Комісії уряду РФ з законопроектної діяльності (з квітня 2004), Комісії з питань міжнародної гуманітарної і технічної допомоги при уряді РФ (з квітня 2004). Координатор Російської трибічної комісії з регулювання соціально-трудових відносин (з травня 2004).
Нагороджений орденом Пошани, має подяки президента Росії.
З 21 грудня 2011 року — перший заступник Голови Державної Думи ФС РФ.
2 травня 2018 року покинув пост Президент Олімпійського Комітету Росії.

## Громадська діяльність
Був віце-президентом, з 2003 — президент Російської шахової федерації. Згадував, що шахами серйозно займався з семи років до закінчення навчання в університеті. У роки навчання в МДУ отримав звання кандидата в майстри спорту, потім двічі виконав майстрові норми, грав за збірну університету. Член Ради зі спорту при президентові РФ (очолює фінансово-економічну комісію).
У 2002 році московський Патріарх Алексій II нагородив Жукова орденом Святого благовірного князя Данила Московського. Жуков є членом науково-редакційної ради Великої російської енциклопедії.
Володіє англійською мовою.